# François de Villemontée
François de Villemontée (né à Paris, le  8 novembre 1598, mort à Paris en juillet 1670), chevalier, seigneur de Montaiguillon et de Villenauxe, fut un évêque de Saint-Malo.

## Biographie

### Carrière civile
Fils aîné de François, seigneur de Villemontée (en Poitou) et de Montaiguillon (en Brie), procureur du Roi au Châtelet, et de Jeanne de Verdun, il est baptisé dans a paroisse Sant-Merri à Paris. On ignore sa formation mais il est titulaire d'une licence in utroque jure. Bien que tonsuré en 1605 il devint conseiller au parlement de Paris le 6 avril 1620.
Le 12 septembre 1624, il épousa Philippine de la Barre, issue d'une ancienne maison de Flandre et fille d'un « contrôleur des écuries du roi » et « payeur des rentes de l'Hôtel de Ville », dont il eut trois enfants.
Louis XIII le nomma, le 9 août 1626, conseiller du roi, maître des requêtes ordinaires de son hôtel. De novembre 1631 à 1643, Villemontée fut intendant de justice, police, finances et marine en Poitou, Aunis, Saintonge et Angoumois, relayant bon gré mal gré l'impitoyable politique du cardinal de Richelieu. Le 27 mars 1635, il devint conseiller au Conseil d'État et privé.
En juillet 1649, pour récompense de ses bons et loyaux services, sa terre de Montaiguillon fut érigée en marquisat.
Ruiné, il était séparé de sa femme depuis 1638. Elle prononça en même temps que lui, le 12 juin 1652, des vœux de chasteté perpétuelle. Elle vécut dès lors aux Hospitalières de Paris, mais sans prononcer les autres vœux. Elle ne devint donc pas religieuse. Villemontée se fit prêtre. On ignore à quelles dates il reçut les trois ordres majeurs.
L'influence de Le Tellier lui valut d'être désigné par Louis XIV évêque de Saint-Malo, le 20 mai 1657 après le transfert à Chartres de Ferdinand de Neufville de Villeroy.

### Épiscopat et décès
Le Saint-Siège hésitant à confirmer un évêque marié, la bulle de nomination ne fut fulminée par le pape Alexandre VII que le 10 novembre 1659. François de Villemontée prit possession de son siège épiscopal le 19 janvier 1660 par procureur, et fut consacré le 29 juin en l'église professe des Jésuites à Paris par Victor Le Bouthillier, archevêque de Tours, assisté de Denis de La Barde, évêque de Saint-Brieuc, et d'Henri-Marie de Laval de Boisdauphin, évêque de Léon.
Villemontée se distingua particulièrement dans la lutte contre le jansénisme. Le 22 avril 1667, il fut nommé par Alexandre VII comme un des neuf commissaires chargés du règlement de l'affaire des quatre évêques (Alet, Angers, Beauvais et Pamiers) qui refusaient de signer le formulaire condamnant cinq propositions de l'Augustinus.
Il fit venir à Saint-Malo les bénédictines de Saint-Maur en remplacement de bénédictins anglais et procéda à la bénédiction de la nouvelle église de La Gouesnière où il est représenté au tableau du maître-autel.
Appelé à Paris pour les affaires de son évêché, il y mourut le 16 ou le 18 juillet 1670.

## Famille
De son mariage avec Philippine de la Barre naquirent :
- Charles, capitaine d'une compagnie de chevau-légers, mort en 1658[Note 1] ;
- Marie, qui épousa le 16 mars 1649[15] Hercule, comte de Belloy, officier des gardes du duc d'Orléans ;
- Anne-Françoise, née en 1634, religieuse[16].

## Armes
D'azur au chef denché d'or, chargé d'un lion léopardé de sable, lampassé et armé de gueules.